# 锡夫里-昂特
锡夫里-昂特（法語：Sivry-Ante，法語發音：[sivʁi ɑ̃t]）是法国马恩省的一个市镇，属于香槟沙隆区。该市镇于1967年由原市镇锡夫里叙昂特（Sivry-sur-Ante）和昂特（Ante）合并而成。

## 地理
锡夫里-昂特（49°0'0"N, 4°52'8"E）面积21.6 平方千米，位于法国大東部大區马恩省，该省份为法国东北部内陆省份，北起阿登省，西北接埃纳省，西南接塞纳-马恩省，南至奥布省，东南接上马恩省，东临默兹省。
与锡夫里-昂特接壤的市镇（或旧市镇、城区）包括：布罗圣雷米、沙特里斯、勒舍曼、当皮埃尔堡、埃庞斯、旧当皮埃尔、阿戈讷地区维莱。
锡夫里-昂特的时区为UTC+01:00、UTC+02:00（夏令时）。

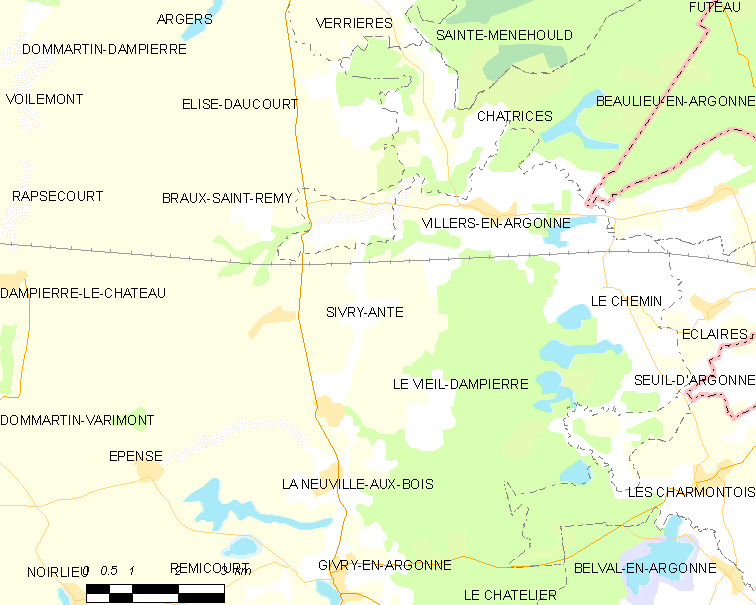
锡夫里-昂特的OSM定位图

## 行政
锡夫里-昂特的邮政编码为51800，INSEE市镇编码为51537。

## 政治
锡夫里-昂特所属的省级选区为阿戈讷-叙普-韦勒县。

## 人口

1962-2008年间锡夫里-昂特人口变化图示

锡夫里-昂特于2022年1月1日时的人口数量为178人。